# Ленінградська вулиця (Мінськ)
Вулиця Ленінградська (біл. Ленінградская вуліца) — вулиця в Мінську, що розташована в самому центрі міста, поруч із залізничним вокзалом і Мінським центральним автовокзалом. Починається від перетину вулиць Карла Маркса (є її продовженням) і Свердлова, йде паралельно проспекту Незалежності і з'єднується з вулицею Бобруйською.

## Історія
З'явилася в XIX столітті, пов'язувала вокзал Лібаво-Роменської залізниці та центр міста. Початкова назва — Петербурзька.

## Будівлі
Нумерація будівель — від вулиці Свердлова. На вулиці розташовані будівлі юридичного (будинок 8), хімічного (будинок 14), географічного (будинок 16) та факультету міжнародних відносин (будинок 20) Білоруського державного університету, а також навчальний корпус № 4 Білоруського державного медичного університету (будинок 6).

## Транспорт
На розі вулиць Ленінградської та Бобруйської розташована станція метро «Площа Леніна». Вулицею здійснюється рух тролейбусів 3, 5 (замість нього — тимчасовий автобус 5т), 6, 16, 20, 30. Поблизу розташовані низка інших зупинок автобусів, тролейбусів, трамваїв.